# Gewog di Gelephu
Il gewog di Gelephu è uno dei dodici raggruppamenti di villaggi del distretto di Sarpang, nella regione Meridionale, in Bhutan.